# Escuela Militar de Tropas Montadas
La Escuela Militar de Tropas Montadas (Ec Mil Tpa(s) Mont(s)) es un instituto militar de perfeccionamiento del Ejército Argentino con asiento en Campo de Mayo y bajo la dependencia orgánica de la Dirección General de Educación a través de la Dirección de Educación Operacional.

## Reseña
Creada el 10 de agosto de 1950 la Escuela Militar de Equitación (Ec Mil Eq) con asiento en Campo de Mayo. Fue constituida con personal y material proveniente de la Agrupación de Equitación y Carreteo de la Escuela de Caballería y fue su primer jefe el teniente coronel Lisandro Moyano.
El lugar del instituto fue escenario de la Prueba de Equitación de los Juegos Panamericanos de 1951 realizados en la Argentina. Con posterioridad, algunos oficiales de la escuela participaron del intento de golpe de Estado del 28 de septiembre de 1951.
Con el tiempo sucedieron modificaciones y fue resuelto modificar la denominación por Escuela Militar de Tropas Montadas.